# Gobernación de Azov
La gobernación de Azov (en ruso Азо́вская губерния) fue una de las ocho gobernaturas generales originales rusas, creada en las tierras ganadas por el Imperio ruso bajo Pedro I en la guerra en el sur contra el Imperio otomano, con capital en Azov, con el motivo de convertirlo y heredar parte de sus riquezas económicas, asó como su posición estratégica en el mar de Azov.

## Geografía e historia
La gobernación de Azov estaba situada en la región litoral del noreste del mar de Azov. La nueva división se creó a partir del óblast de Bajmut, el sur de la gobernación de Vorónezh y la región fronteriza autogobernada de Eslavo-Serbia, pero principalmente se basó en las tierras recién creadas y rápidamente liquidadas del óblast del Voisko del Don. Algunas de las tierras de la gobernación de Azov habían sido adquiridas por Rusia del Imperio otomano según los términos del Tratado de Küçük Kaynarca (firmado en 1774) que se perdieron en 1711 debido a la Campaña del Río Pruth en la región rumana. En términos de la división administrativa moderna de Rusia, la parte meridional de óblast de Rostov era parte de la segunda gobernación de Azov. En términos de la Ucrania moderna, la mayor parte de Ucrania Oriental era parte de la gobernación.
Al oeste colindaba con la gobernación de Nueva Rusia (Kremenchuk) creada a partir del Sich de Zaporizhia recientemente liquidado, al sur con el mar de Azov y la región de Kubán (bajo la soberanía del Kanato de Crimea), al noroeste con la gobernación de Járkov, al norte con la gobernación de Vorónezh, y al este con la gobernación de Astracán. La gobernación de Azov también estaba a cargo de una serie de fortalezas alrededor de la península de Crimea que Rusia recibió del Imperio otomano y la ciudad de Kerch, que controla el estrecho de Kerch y el acceso al Mar Negro.